# Општина Боцешти (Арђеш)
Боцешти (рум. Boţeşti) општина је у Румунији у округу Арђеш.
Oпштина се налази на надморској висини од 511 m.